# Судзукі Рука
Судзукі Рука (яп. 鈴木瑠華, Suzuki Ruka, * 24 лютого 1995) у префектурі Ібаракі, Японія — японська фотомодель та акторка, що починала як дитина-акторка.

## Кар'єра
З 2006 по 2008 рік працювала ексклюзивною моделлю для Nico ☆ Petit (Шінчошя). У 2012 році приєдналася до проєкту Sun Music, який запустився у 2011.

## Діяльність

### Журнали
- Nico ☆ Petit

## Телебачення
- Ота (TV Tokyo, 2005)